# Rhamphomyia andalusiaca
Rhamphomyia andalusiaca är en tvåvingeart som beskrevs av Gabriel Strobl 1899. Rhamphomyia andalusiaca ingår i släktet Rhamphomyia och familjen dansflugor. Inga underarter finns listade i Catalogue of Life.